# Lee, New Hampshire
Lee är en kommun (town) i Strafford County i delstaten New Hampshire, USA med 4 330 invånare (2010). 